# Куурдак
Куурдак (кирг. куурдак, баш. ҡурҙаҡ, каз. қуырдақ, туркм. gowurdak, узб. qovurdoq, уйг. قورداق,‎, қордақ — букв. зажарка) — традиционное жаркое из мяса или субпродуктов и лука в башкирской, киргизской, казахской, узбекской, каракалпакской и туркменской кухнях. Название происходит от киргизского слова кууруу, казахского қуыру или узбекского слова qovurish, что значит жарка.

## Разновидности куурдака
Рецептов куурдака множество. Общей особенностью всех куурдаков является обжарка кусочков мяса.
В киргизском и узбекском вариантах обычно используется мякоть мяса, жир и лук. Куурдак сравнительно быстро готовится, поэтому его обычно готовят, когда надо быстро подать блюдо — если гости торопятся уходить, или перед тем, как будет готово основное блюдо бешбармак.
Куурдак может быть приготовлен только из мяса (без лука), в таком случае он называется «Кара куурдак». «Тоңдурма куурдак» («застывший куурдак») готовят в качестве своеобразных консервов. Для этого мясо режут небольшими кусочками, тщательно обжаривают его в большом количестве перетопленного нутряного жира, добавляют лук, чеснок и заполняют готовым куурдаком кутырь (обработанный и высушенный в виде сосуда желудок).
Мясо заливают жиром, горловину кутыря крепко завязывают — и своеобразная «консервная банка» готова. Мясо не соприкасается при хранении с воздухом, а жир служит отличным консервантом. В условиях сурового климата высокогорья такое блюдо наиболее оптимально подходит для консервации и длительного хранения. Такой куурдак берут с собой в длительные походы или во время перегона скота на летние и зимние пастбища. Эту удобную форму консервации можно использовать при быстром приготовлении первых и вторых блюд, добавлять к нему картофель, рис, овощи и другой гарнир. По сути, это один из первых полуфабрикатов длительного хранения, превзойти который люди смогли лишь в начале 19 века, изобретя герметичную консервную банку. В противоположность тондурма куурдаку на жире, куурдак, приготовленный на жидком растительном масле, называется «сарыктырма куурдак».
В казахском варианте (куырдак) вместо мяса обычно используется ливер (почки, печень, нарубленные лёгкие, сердце, селезёнки).
В современной кухне в целях придания блюду большего объёма часто добавляют также овощи — обычно картофель, и иногда морковь или тыква. Иногда добавляют мясо птицы и казы. Сначала жарится мясо, а при полуготовности добавляется и тушится картофель.

## Интересные факты
Слово «кавардак» (беспорядок) в русском языке происходит из тюркского слова «куурдак» или «куырдак». Русские люди кавардаками также называли различные крошева из всяческих остатков. В Поволжье кавардаком называли пшённый кулеш с мелко накрошенной рыбой, туляки нарекли этим словом капустную солянку с толчёными сухарями, под Оренбургом кавардак — картофель, тушённый с луком и мелко порубленным мясом.